# Lassus Mountains
Lassus Mountains är ett berg i Antarktis. Det ligger i Västantarktis. Argentina, Chile och Storbritannien gör anspråk på området. Toppen på Lassus Mountains är 2 100 meter över havet.
Terrängen runt Lassus Mountains är kuperad åt nordväst, men åt sydost är den bergig. Lassus Mountains är den högsta punkten i trakten. Trakten är obefolkad. Det finns inga samhällen i närheten. 